# Alosa fasciculada
La alosa fasciculada (Mirafra fasciolata) és una espècie d'ocell de la família dels alàudids (Alaudidae).

## Hàbitat i distribució
Habita praderies, arbusts i zones rocoses de l'Àfrica Meridional, al sud-oest de Zàmbia, nord i est de Namibia, Botswana i Sud-àfrica central i oriental.